# پسو دا رگوا
شهر پسو دا رگوا (به پرتغالی: Peso da Régua) در پسو دا رگوا در کشور پرتغال واقع شده‌است. جمعیت این شهر ۱۰٬۰۰۰ نفر است. در تاریخ ۱۴ اوت ۱۹۸۵ به عنوان شهر شناخته شد.